# Evarcha vitosa
Evarcha vitosa är en spindelart som beskrevs av Maciej Próchniewicz 1989. Evarcha vitosa ingår i släktet Evarcha och familjen hoppspindlar. Inga underarter finns listade i Catalogue of Life.